# کوریدوراس موزائیکی
کوریدوراس موزائیکی (نام علمی: Corydoras haraldschultzi) یک ماهی آب شیرین ساکن مناطق گرمسیری متعلق به زیر خانواده کوریدوراس‌ها و از خانواده گربه‌ماهیان زره‌دار است که بومی برزیل و بولیوی است.
این کوریدوراس تا ۷ سانتیمتر رشد می‌کند. در آب و هوای مناطق گرمسیری با پارامترهای آب با پی‌اچ ۶٫۰ تا ۸٫۰، درجه سختی بین ۲ تا ۲۵ و محدوده دمایی ۲۴ تا ۲۸ درجه سانتیگراد زندگی می‌کند. از کرم‌ها، سخت پوستان کف بستر، حشرات و مواد گیاهی تغذیه می‌کند. این ماهی در آکواریومی با پوشش گیاهی متراکم تخم می‌گذارد و نر و ماده از تخم‌هایشان محافظت نمی‌کنند. در طول هر بار تخم ریزی در اسارت، تخم‌ها توسط ماده بین باله‌های شکمی ریخته می‌شود که سپس در محلی که قبلاً تمیز شده است قرار می‌گیرد و در آنجا به بستر می‌چسبد. قطر تخم‌ها در حدود ۲ میلی‌متر بوده و عمدتاً در قسمت زیرین برگ‌های سرخس در مجاورت یکدیگر قرار می‌گیرند.